# Kocuria varians
Espèce
Kocuria varians est une bactérie coque à gram positif, catalase positive, à disposition en tétrades. Elle appartient à la famille des Micrococcaceae. Initialement nommée Micrococcus varians, elle a été rattachée au  nouveau genre Kocuria en 1995.